# Šesti autobus
Šesti autobus (eng. Sixth Bus) je hrvatski ratni akcijski film Eduarda Galića iz 2022. koji tematizira opsadu Vukovara i sudbine dijela nestalih hrvatskih branitelja, od početka napada na grad do pokolja na Ovčari. Po filmu je 2023. snimljena i istoimena trodijelna televizijska serija sa scenama koje nisu bile uključene u film.
U hrvatskim kinima počeo se prikazivati 17. studenoga 2022. U 57 kinodvorana film je zaradio više od 165 000 dolara.
Film je televizijsku premijeru imao 2023. na HRT-u.

## Vanjske poveznice
- Šesti autobus na HRTi-u